# (4501) Eurypyle
(4501) Eurypyle, désignation internationale (4501) Eurypylos, est un astéroïde troyen jovien.

## Description
(4501) Eurypyle est un astéroïde troyen jovien, camp grec, c'est-à-dire situé au point de Lagrange L4 du système Soleil-Jupiter. Il présente une orbite caractérisée par un demi-grand axe de 5,204 UA, une excentricité de 0,053 et une inclinaison de 8,3° par rapport à l'écliptique.
Il est nommé en référence au personnage de la mythologie grecque Eurypyle, fils d'Évémon, acteur du conflit légendaire de la guerre de Troie.

## Compléments